# Coslada
Coslada város Spanyolországban, Madrid tartományban. Madrid városközpontjától kb. 13 km-re keletre fekszik, tőle északra található a Adolfo Suárez Madrid-Barajas repülőtér. Coslada Madrid, San Fernando de Henares, Barajas, San Blas-Canillejas és Vicálvaro községekkel határos. Lakosainak száma 80 760 fő (2024).

## Népesség
A település népessége az utóbbi években az alábbiak szerint változott:
| Lakosok száma | 78 774 | 82 418 | 86 478 | 90 280 | 91 832 | 88 847 | 83 011 | 81 661 | 80 596 | 80 760 |
|               | 2001   | 2004   | 2007   | 2009   | 2012   | 2014   | 2017   | 2019   | 2022   | 2024   |